# محمد فایز

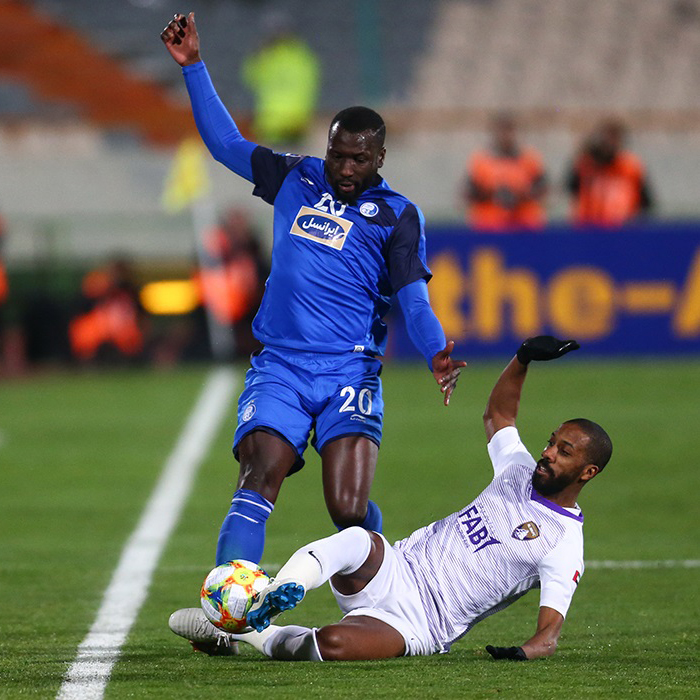
محمد فایز با لباس سفید

محمد فایز (عربی: محمد فايز؛ زادهٔ ۶ اکتبر ۱۹۸۹) بازیکن فوتبال اهل امارات متحده عربی است.
از باشگاه‌هایی که در آن بازی کرده‌است می‌توان به باشگاه فوتبال العین اشاره کرد.
وی همچنین در تیم ملی فوتبال امارات متحده عربی بازی کرده است.